# Fernando Nantipia
José Fernando Nantipia Chumpi, nacido el 28 de octubre de 1978 en Bomboiza, Gualaquiza (Morona Santiago), es un político y abogado shuar ecuatoriano. Ha sido fiscal provincial de Morona Santiago y ejerció la abogacía en libre ejercicio por más de 16 años. Desde el 14 de mayo de 2025 representa a Morona Santiago como asambleísta nacional y ocupa la vicepresidencia de la Comisión Especializada Permanente de Justicia y Estructura del Estado.

## Biografía

### Primeros años y educación
Nantipia nació en la comunidad de Bomboiza, cantón Gualaquiza, provincia de Morona Santiago, el 28 de octubre de 1978. Su padre fue profesor en la misión salesiana de Bomboiza, un centro educativo de gran relevancia para los pueblos Shuar y Achuar, lo que le permitió crecer en un entorno de contacto intercultural.
Realizó sus estudios superiores en la Universidad Técnica Particular de Loja, donde obtuvo el título de abogado. Posteriormente, cursó una maestría en Medicina Forense en la Universidad de Guayaquil.

### Carrera profesional
Se desempeñó como fiscal de la provincia de Morona Santiago y ejerció la abogacía en libre ejercicio durante más de 16 años, ganando popularidad en su región por su trabajo en causas locales y su cercanía con las comunidades indígenas.
En el ámbito personal, ha sido aficionado al deporte, practicando fútbol e instruyendo natación.

### Carrera política
En 2022 se presentó en las elecciones primarias para la alcaldía del cantón Gualaquiza, aunque no resultó electo. Posteriormente, recorrió gran parte de Morona Santiago, consolidando su presencia política con el respaldo de su comunidad y el reconocimiento previo de su padre. En 2025 fue elegido asambleísta nacional por Morona Santiago, representando al movimiento Pachakutik.